# Marcos Lopez
Marcos López (* 10. Februar 1966 in Zürich/Schweiz) ist ein deutscher DJ, Radiomoderator und Musikjournalist. Er lebt und arbeitet in Berlin.

## Leben
Marcos Lopez lebte bis zu seinem 5. Lebensjahr in Madrid und wuchs in Stadtallendorf (Hessen) auf. Er studierte ab 1986 Kommunikationswissenschaften an der FU Berlin. Als DJ wurde er erstmals 1988 tätig. Von Januar 1991 bis 1993 moderierte er im Jugendradio DT64. Er gestaltete den Sound des legendären Berliner Clubs Tresor mit, veranstaltete mit Wolle Neugebauer und afrikanischen Trommlern die Partyreihen Tribal Rave und Earth Beats und gründete mit Mijk van Dijk das Projekt Marmion, das zunächst auf dem Hamburger Label Superstition Records veröffentlichte, später auch auf MFS und Motor Music.
Der 1993 auf der Maxi-Single Berlin EP veröffentlichte Song Schöneberg wurde als Remix ein Jahr später zum großen internationalen Clubhit. Von 1997 bis 1999 moderierte Marcos Lopez den Soundgarden auf Fritz, der Jugendwelle des Ostdeutschen Rundfunks Brandenburg (ORB). 1999 veröffentlichte er das DJ-Mix-Album Chill Out Area 2, 2001 die autobiografische CD im Stile einer Radiocollage Geschichten eines St@dtjungen. 2003 schrieb er die Magisterarbeit MP3 – Beschreibung eines Phänomens. Von 2004 bis 2005 war er Redakteur bei Radioeins (rbb). 2006 war er der PR-Manager der Loveparade. 2007 gründete er das Journalistenbüro red@ktion musik.

## Diskografie (Auswahl)
- 1993 Marmion Berlin EP
- 1994 Arte Bionico Arte Bionico EP
- 1996 Marmion The Spark, The Flame & The Fire
- 1996 The Moon & The Sun Part 1, 2 & 3 (Album)
- 1997 Marcos Lopez Catapult EP
- 1998 Boncoeur Boncoeur
- 1999 Marcos Lopez Chill Out Area 2 (Album)
- 2000 Marmion Five Years & Tomorrow
- 2001 Darshan M. Lopez Geschichten eines St@dtjungen (Album)